# Grand Chelem des explorateurs
Le Grand Chelem des explorateurs est un objectif d'aventuriers visant à atteindre le pôle Nord, le pôle Sud et la cime des sept sommets, à savoir l'Everest, l'Aconcagua, le mont McKinley, le Kilimandjaro, le mont Vinson, le Puncak Jaya (ou le mont Kosciuszko) et l'Elbrouz.

## Historique

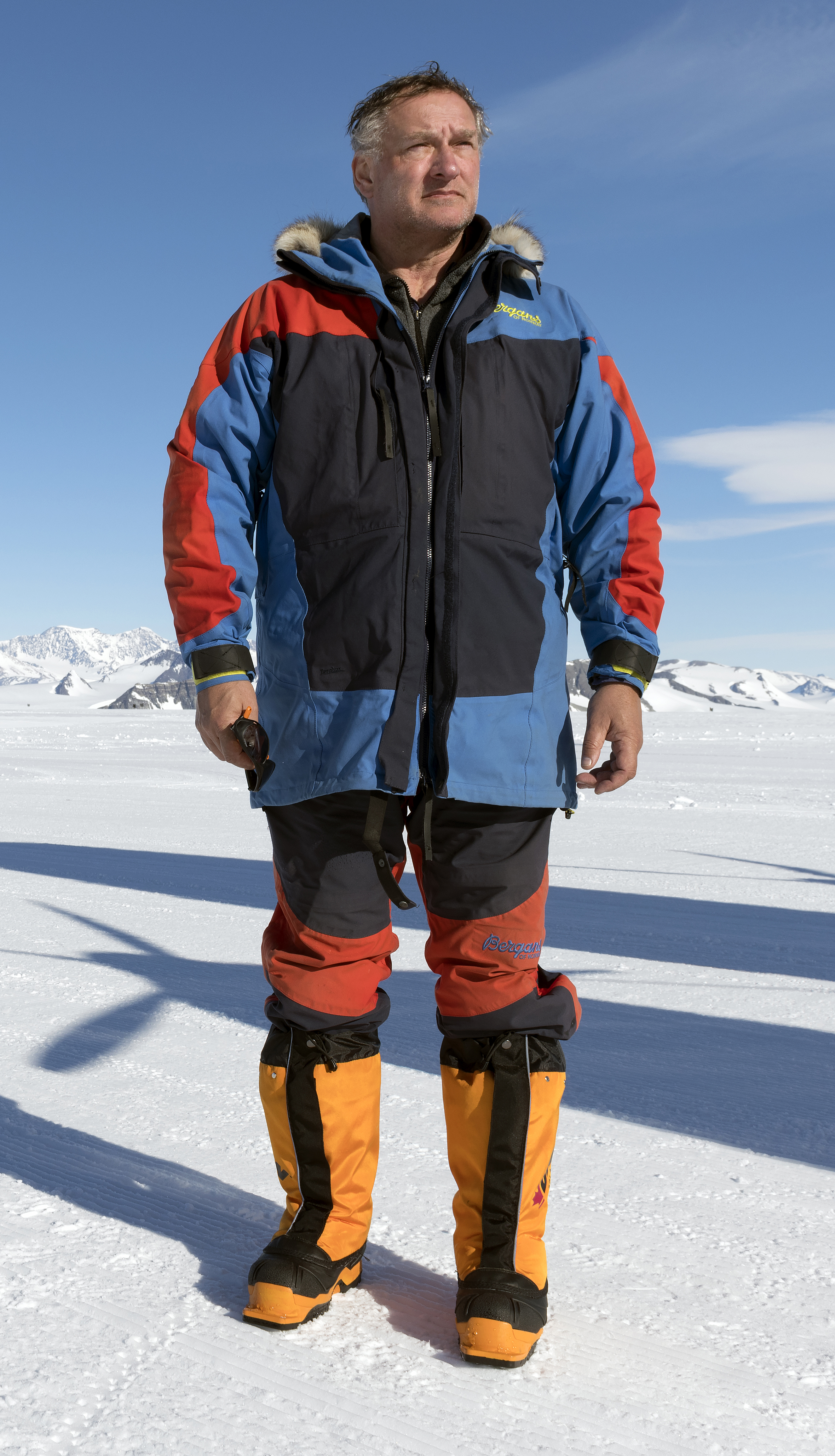
David Hempleman-Adams en Antarcticque en 2018.

Le concept original impliquait des voyages polaires à partir de points côtiers reconnus, ce qui nécessitait de longs voyages en luge. Au fil du temps, les voyages polaires nettement plus courts et plus faciles, dits du « dernier degré » et partant de 89 degrés pour arriver au pôle (à 90 degrés), sont revendiqués pour le Grand Chelem des explorateurs. Actuellement, la communauté de l'escalade et d'autres organisations de premier plan, y compris le Club alpin américain, The Explorers Club, des sociétés d'escalade telles que l'International Mountain Guides et la presse populaire définissent tous que le Grand Chelem des explorateurs est réalisé si les sept sommets ont été gravis et les pôles Nord et Sud atteints, au moins en parcourant le « dernier degré ». Certains aventuriers vont même un cran plus loin en réalisant ce que d’aucuns appellent le « véritable » Grand Chelem des explorateurs, qui les amène à gravir également les 14 sommets de plus de 8 000 mètres de la planète.
David Hempleman-Adams (en), en 1998, devient le premier à réussir le Grand Chelem des explorateurs avec les sept sommets plus les 4 pôles (Nord et Sud, géographique et magnétique).
En avril 2005, Park Young-seok devient le premier humain à réaliser le véritable Grand Chelem des explorateurs,.
Le 16 avril 2013, Vanessa O'Brien devient la première femme à terminer en moins d'une année le Grand Chelem des explorateurs, précisément sur une période de onze mois,.